# Berkelio
El berkelio es un elemento sintético de la tabla periódica cuyo símbolo es el Bk y su número atómico es 97. Pertenece a la serie de los actínidos y elementos transuránicos. Su nombre es un homenaje a la ciudad de Berkeley, California, donde se encuentra el Laboratorio de Radiación de la Universidad de California, Lo descubrieron en 1949 S. G. Thompson, A. Ghiorso y G. T. Seaborg en la Universidad de California en Berkeley. El berkelio fue el quinto elemento transuránido sintético descubierto luego del neptunio, plutonio, curio y americio.

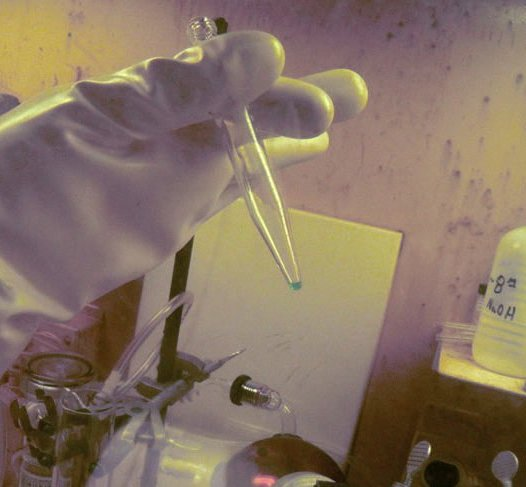
Berkelio en solución

El isótopo principal del berkelio es el berkelio-249, el cual se sintetiza en cantidades ínfimas en un reactor nuclear de alto flujo, especialmente en el Oak Ridge National Laboratory de Tennessee, Estados Unidos, y en el Research Institute of Atomic Reactors de Dimitrovgrad, Rusia. Para producir el isótopo berkelio-247, se irradia el isótopo sintético curio-244, que es muy escaso, con partículas alfa de alta energía.
Desde 1967, la producción total de berkelio en los Estados Unidos apenas supera la cantidad de un gramo. No existe, pues, una aplicación práctica del berkelio, aparte de la investigación científica, que se centra principalmente en la síntesis de elementos transuránicos más pesados y transactínidos. En el año 2009, en Oak Ridge, se preparó una cantidad de 22 miligramos de berkelio-249 mediante la irrradiación durante 250 días, seguida de un proceso de purificación de 90 días. Esta muestra fue utilizada para sintetizar, en 2009 y por primera vez, el elemento ununseptio en el Joint Institute for Nuclear Research, Rusia, tras ser bombardeado con iones de  calcio-48 durante 150 días. Este experimento fue la culminación de la colaboración entre Rusia y los Estados Unidos para la síntesis de los elementos 113 al 118.
El berkelio es un metal radiactivo, blando y de color plateado blanquecino. El isótopo berkelio-249 emite electrones de baja energía y por lo tanto es relativamente segura su manipulación. Sin embargo, su vida media es de 330 días y, al desintegrarse, da como resultado californio-249, un emisor de partículas alfa muy potente y peligroso. Esta transformación gradual resulta especialmente problemática cuando se estudian las propiedades del berkelio elemental y sus compuestos químicos, dado que la formación del californio no solo produce contaminación química, sino también daño por radiación autoinfligido, además de ser termógeno debido a las partículas alfa que emite.

## Características

### Físicas

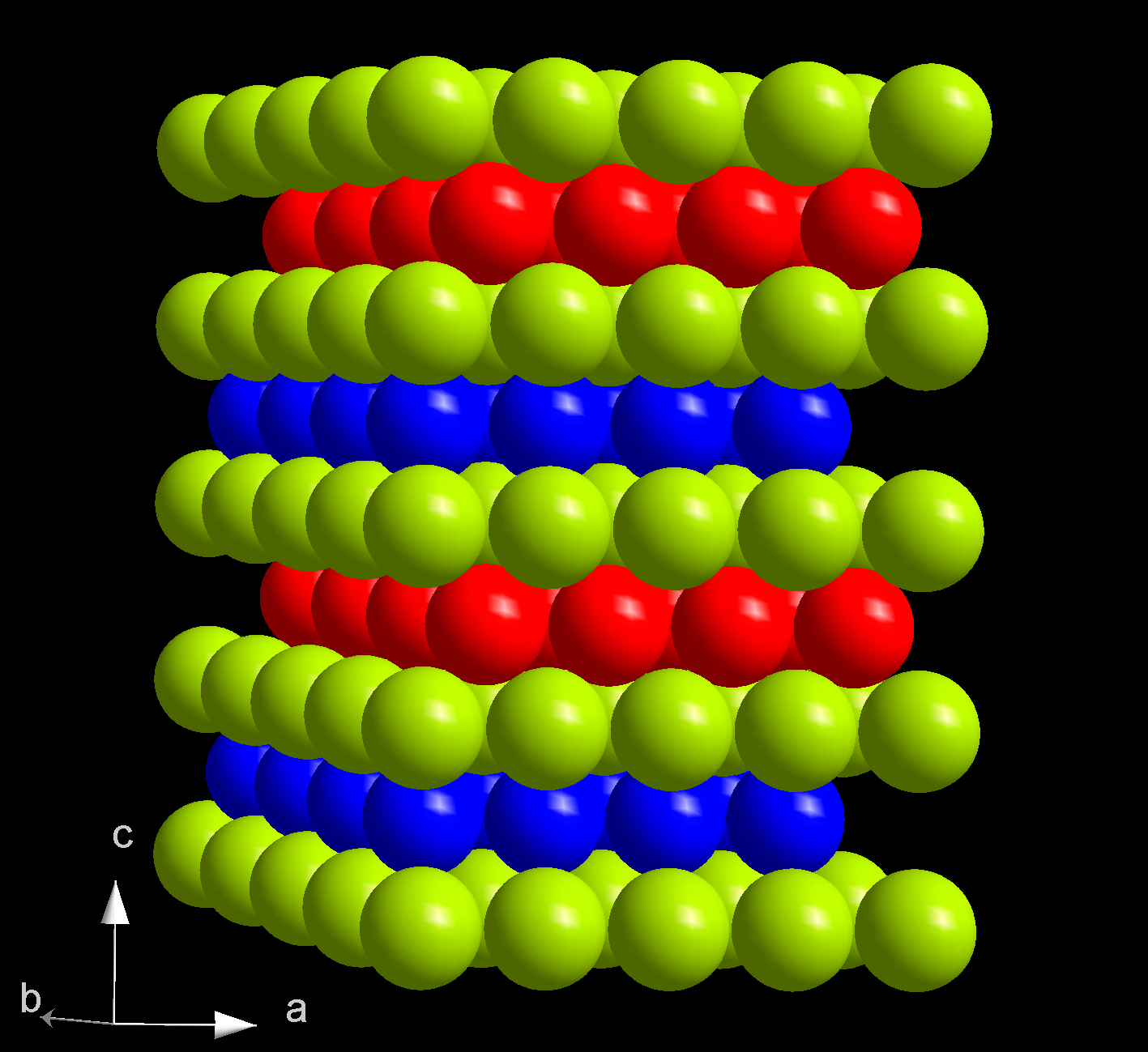
Empaquetamiento compacto doble-hexagonal con la secuencia de capas ABAC en la estructura cristalina de α-berkelio (A: verde, B: azul, C: rojo)

El berkelio es un actínido metal blando, de color blanco plateado y radiactivo. En la tabla periódica, se encuentra a la derecha del actínido curio, a la izquierda del actínido californio y debajo del lantánido terbio con el que comparte muchas similitudes en propiedades físicas y químicas. Su densidad de 14,78 g/cm3 se sitúa entre la del curio (13,52 g/cm3) y la del californio (15,1 g/cm 3), al igual que su punto de fusión de 986 °C, inferior al del curio (1340 °C) pero superior al del californio (900 °C). El berkelio es relativamente suave y tiene uno de los módulos de compresibilidad más bajos entre los actínidos, aproximadamente 20 GPa (2×1010 Pa).
Los iones de berkelio(III) presentan dos picos agudos de fluorescencia a 652 nanómetros (luz roja) y 742 nanómetros (rojo profundo – infrarrojo cercano) debido a transiciones en la capa f-electrones. La intensidad relativa de estos picos depende de la potencia de excitación y la temperatura de la muestra. Esta emisión se puede observar, por ejemplo, después de dispersar iones de berkelio en un vidrio de silicato, fundiendo el vidrio en presencia de óxido o haluro de berkelio.
Entre 70 K y la temperatura ambiente, el berkelio se comporta como un material paramagnético Curie-Weiss con un momento magnético efectivo de 9,69 magnetones de Bohr (µB) y una temperatura de Curie de 101 K. Este momento magnético es casi igual al valor teórico de 9,72 µB calculado dentro del modelo de acoplamiento L-S atómico simple. Al enfriarse a aproximadamente 34 K, el berkelio experimenta una transición a un estado antiferromagnético. La entalpía de disolución en ácido clorhídrico en condiciones estándar es −600 kJ/mol, de donde la entalpía estándar de formación (ΔfH°) de Bk3+ iones se obtiene como −601 kJ/mol. El potencial de electrodo estándar Bk3+/Bk es −2,01 V. El potencial de ionización de un átomo de berkelio neutro es 6.23 eV.

### Alótropos
En condiciones ambientales, el berkelio asume su forma α más estable que tiene una simetría hexagonal, grupo espacial P63/mmc, parámetros de red de 341 p. m. y 1107 p. m.. El cristal tiene una estructura de doble empaquetamiento compacto hexagonal con la secuencia de capas ABAC y también es isotípico (que tiene una estructura similar) con α-lantano y α-formas de actínidos más allá del curio. Esta estructura cristalina cambia con la presión y la temperatura. Cuando se comprime a temperatura ambiente a 7 GPa, el α-berkelio se transforma en la modificación β, que tiene un cúbico centrado en las caras (fcc) simetría y grupo espacial Fm3m. Esta transición ocurre sin cambios en el volumen, pero la entalpía aumenta en 3,66 kJ/mol. Tras una mayor compresión a 25 GPa, el berkelio se transforma en una estructura de ortorrómbico γ-berkelio similar a la del α-uranio. Esta transición va acompañada de una disminución del volumen del 12 % y la deslocalización de los electrones en la capa de electrones 5f. No se observan más transiciones de fase hasta 57 GPa.
Al calentarse, el α-berkelio se transforma en otra fase con un entramado fcc (pero ligeramente diferente del β-berkelio), grupo espacial Fm3m y la constante de entramado de 500 p. m.; esta estructura fcc es equivalente al empaquetamiento más cercano con la secuencia ABC. Esta fase es metaestable y volverá gradualmente a la fase original de α-berkelio a temperatura ambiente. Se cree que la temperatura de la transición de fase es bastante cercana al punto de fusión.

### Químicas
Como todos los actínidos, el berkelio se disuelve en varios ácidos inorgánicos acuosos, liberando hidrógeno gaseoso y convirtiéndose en el estado berkelio(III). Este trivalente estado de oxidación (+3) es el más estable, especialmente en soluciones acuosas, pero también se conocen compuestos de berkelio tetravalente (+4) y posiblemente divalente (+2). La existencia de sales divalentes de berkelio es incierta y sólo se ha reportado en fundidos mixtos de cloruro de lantano(III)-cloruro de estroncio.> Un comportamiento similar se observa para el análogo lantánido del berkelio, el terbio. Las soluciones acuosas de los iones Bk3+ son verdes en la mayoría de los ácidos. El color de los iones Bk4+ es amarillo en ácido clorhídrico y naranja-amarillo en ácido sulfúrico. El berkelio no reacciona rápidamente con el oxígeno a temperatura ambiente, posiblemente debido a la formación de una capa protectora de óxido en la superficie. Sin embargo, reacciona con metales fundidos, hidrógeno, halógenos, calcógenos y pnicógenos para formar varios compuestos binarios.

## Ocurrencia
Todos los isótopos del berkelio tienen una vida media demasiado corta para ser un nucleido primordial. Por lo tanto, cualquier berkelio primordial -es decir, el berkelio presente en la Tierra durante su formación- ya se ha descompuesto.
En la Tierra, el berkelio se concentra sobre todo en ciertas zonas, que se utilizaron para las pruebas de armas nucleares atmosféricas entre 1945 y 1980, así como en los lugares de los incidentes nucleares, como el desastre de Chernóbil, el accidente de Three Mile Island y el accidente del B-52 de la base aérea de Thule de 1968. El análisis de los restos en el lugar de pruebas de la primera arma termonuclear de los Estados Unidos, Ivy Mike, (1 de noviembre de 1952, Atolón Enewetak), reveló altas concentraciones de varios actínidos, incluido el berkelio. Por razones de secreto militar, este resultado no se publicó hasta 1956.
Los reactores nucleares producen principalmente, entre los isótopos del berkelio, el berkelio-249. Durante el almacenamiento y antes de la eliminación del combustible, la mayor parte se degrada a californio-249. Este último tiene una vida media de 351 años, que es relativamente larga en comparación con los otros isótopos producidos en el reactor,  y, por tanto, no es deseable en los productos de eliminación.
Los elementos transuránicos desde el americio hasta el fermio, incluido el berkelio, se daban de forma natural en el reactor nuclear natural de Oklo, pero ya no lo hacen.
El berkelio es también uno de los elementos que se han detectado en la Estrella de Przybylski.